# 10442 Biezenzo
A 10442 Biezenzo (ideiglenes jelöléssel 4062 T-1) a Naprendszer kisbolygóövében található aszteroida. Cornelis Johannes van Houten,  Ingrid van Houten-Groeneveld és Tom Gehrels fedezte fel 1971. március 26-án.